# Regierung Menzies V

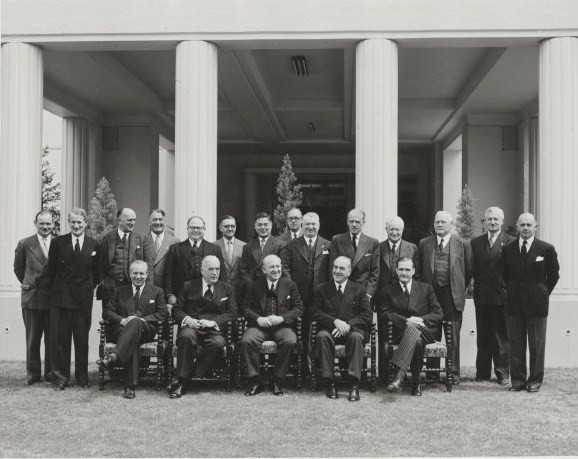
Regierung Menzies V

Die Regierung Menzies V regierte Australien vom 11. Mai 1951 bis zum 11. Januar 1956. Es handelte sich um eine Koalitionsregierung der Liberal Party (LP) und der Country Party (CP).
Bei der vorgezogenen Parlamentswahl 1951 erhielt die regierende Koalition von Liberal und Country Party in beiden Häusern des Parlaments eine Mehrheit. Die folgenden Wahlen für die beiden Parlamentskammern fanden zu verschiedenen Terminen statt. Bei der Senatswahl am 9. Mai 1953 gewann die Labor Party einen Sitz hinzu, die Koalition konnte mit 31 zu 29 Sitzen ihre Mehrheit knapp behaupten. Bei der Wahl zum Repräsentantenhaus vom 29. Mai 1954 erhielt Labor mit 50,1 % die absolute Mehrheit der abgegebenen Stimmen, gewann jedoch nur 59 der 123 Sitze. Eine Spaltung der Labor Party 1955 nutzte Premierminister Robert Menzies, um am 10. Dezember 1955 vorgezogenen Wahlen für beide Häuser des Parlaments abzuhalten. Die Koalition erhielt mit 75 von 124 Sitzen im Repräsentantenhaus eine Mehrheit und die Hälfte der 60 Senatssitze. Menzies, der bereits seit 1949 Premierminister war, führte auch weiterhin eine Koalitionsregierung von Liberal und Country Party.

## Ministerliste
| Amt                                        | Minister                | Partei | Amtszeit                                | Bild |
| ------------------------------------------ | ----------------------- | ------ | --------------------------------------- | ---- |
| Premierminister                            | Robert Menzies          | LP     | 11. Mai 1951 – 11. Januar 1956          |      |
| Schatzminister                             | Arthur Fadden           | CP     | 11. Mai 1951 – 11. Januar 1956          |      |
| Vizepräsident des Executive Council        | Eric Harrison           | LP     | 11. Mai 1951 – 11. Januar 1956          |      |
| Minister für Rüstungsproduktion            | Eric Harrison           | LP     | 11. Mai 1951 – 11. Januar 1956          |      |
| Minister für Arbeit und Wehrpflicht        | Harold Holt             | LP     | 11. Mai 1951 – 11. Januar 1956          |      |
| Minister für Einwanderung                  | Harold Holt             | LP     | 11. Mai 1951 – 11. Januar 1956          |      |
| Minister für Wirtschaft und Landwirtschaft | John McEwen             | CP     | 11. Mai 1951 – 11. Januar 1956          |      |
| Außenminister                              | Richard Casey           | LP     | 11. Mai 1951 – 11. Januar 1956          |      |
| Forschungsminister                         | Richard Casey           | LP     | 11. Mai 1951 – 11. Januar 1956          |      |
| Verteidigungsminister                      | Philip McBride          | LP     | 11. Mai 1951 – 11. Januar 1956          |      |
| Marineminister                             | Philip McBride          | LP     | 11. Mai 1951 – 17. Juli 1951            |      |
| Marineminister                             | William McMahon         | LP     | 17. Juli 1951 – 9. Juli 1954            |      |
| Marineminister                             | Josiah Francis          | LP     | 9. Juli 1954 – 7. November 1955         |      |
| Marineminister                             | Eric Harrison           | LP     | 7. November 1955 – 11. Januar 1956      |      |
| Minister für die Luftwaffe                 | Philip McBride          | LP     | 11. Mai 1951 – 17. Juli 1951            |      |
| Minister für die Luftwaffe                 | William McMahon         | LP     | 17. Juli 1951 – 9. Juli 1954            |      |
| Minister für die Luftwaffe                 | Athol Townley           | LP     | 9. Juli 1954 – 11. Januar 1956          |      |
| Gesundheitsminister                        | Earle Page              | CP     | 11. Mai 1951 – 11. Januar 1956          |      |
| Minister für Handel und Zölle              | Neil O’Sullivan         | LP     | 11. Mai 1951 – 7. November 1955         |      |
| Minister für Handel und Zölle              | Eric Harrison           | LP     | 7. November 1955 – 11. Januar 1956      |      |
| Minister für Schifffahrt und Verkehr       | George McLeay           | LP     | 19. Dezember 1949 – 14. September 1955  |      |
| Minister für Schifffahrt und Verkehr       | John Spicer             | LP     | 14. September 1955 – 27. September 1955 |      |
| Minister für Schifffahrt und Verkehr       | Shane Paltridge         | LP     | 27. September 1955 – 11. Januar 1956    |      |
| Generalpostmeister                         | Hubert Lawrence Anthony | CP     | 11. Mai 1951 – 11. Januar 1956          |      |
| Minister für die Luftfahrt                 | Hubert Lawrence Anthony | CP     | 11. Mai 1951 – 9. Juli 1954             |      |
| Minister für die Luftfahrt                 | Athol Townley           | LP     | 9. Juli 1954 – 11. Januar 1956          |      |
| Armeeminister                              | Josiah Francis          | LP     | 11. Mai 1951 – 7. November 1955         |      |
| Armeeminister                              | Eric Harrison           | LP     | 7. November 1955 – 11. Januar 1956      |      |
| Generalstaatsanwalt                        | John Spicer             | LP     | 11. Mai 1951 – 11. Januar 1956          |      |
| Minister für nationale Entwicklung         | Bill Spooner            | LP     | 11. Mai 1951 – 11. Januar 1956          |      |
| Minister für Repatriierung                 | Walter Cooper           | CP     | 11. Mai 1951 – 11. Januar 1956          |      |
| Minister für Versorgung                    | Howard Beale            | LP     | 11. Mai 1951 – 11. Januar 1956          |      |
| Innenminister                              | Wilfrid Kent Hughes     | LP     | 11. Mai 1951 – 11. Januar 1956          |      |
| Minister für Bauen und Wohnraum            | Wilfrid Kent Hughes     | LP     | 11. Mai 1951 – 4. Juni 1952             |      |
| Minister für Bauen                         | Wilfrid Kent Hughes     | LP     | 4. Juni 1952 – 11. Januar 1956          |      |
| Sozialminister                             | Athol Townley           | LP     | 11. Mai 1951 – 9. Juli 1954             |      |
| Sozialminister                             | William McMahon         | LP     | 9. Juli 1954 – 11. Januar 1956          |      |
| Minister für Territorien                   | Paul Hasluck            | LP     | 11. Mai 1951 – 11. Januar 1956          |      |